# Papd
Papd románul: Bobda, falu Romániában, a Bánságban, Temes megyében.

## Fekvése
Temesvártól nyugatra fekvő település.

## Története
Papd Árpád-kori település. Nevét már 1221-ben említették az oklevelekben Popi néven.
1266-ban Papth, 1288-ban t. Popd, 1317-ben Babna, Popda, Popdi, 1349-ben nobiles de Popdi, 1472-ben és 1494-ben Papd, 1494-ben Pabd, 1723–5 között Poda, 1913-ban Papd néven írták.
1221-ben az ittebői prépostság birtoka volt. Ennek megszűnte után számos köznemes birtokába jutott.
1288-ban a Ména nembeli Péter fia János vett itt egy részt a Kun Keyran fiaitól.
1317-ben egy oklevél említette Popd-i Péter fia János comest, aki a Temes vármegyei Peel üres földet kérte a királytól, Peel földbe János magistert még ebben az évben be is iktatták.
1333-ban Popd mint egyházas hely volt említve.
A középkorban Temes vármegyéhez tartozott.
A Papdi nemeseket egy 1349-es oklevél említette először. Ezeknek utódai 1349-ben Papd és több más Torontál-, Temes-és Keve vármegyékben fekvő birtokok fölött egyezkednek.
1489-ben Dóczy Imre és a Pető család volt az birtokosa. A 15. század végén pedig az Endrődi Bekesfi családnak, 1494-ben Botha Andrásnak és Tárczai (Tarczay) Jánosnak voltak itt birtokai.
A török hódoltság alatt Papd nem pusztult el. A gróf Mercy-féle térképen Poda néven, a lakott helyek között találjuk. 1779-ben Torontál vármegyéhez csatolták.
1806-ban, a kincstári birtokok elárverezésekor az örmény eredetű Gyertyánffy Antal, Lukács és Kristóf vették meg. 1838-ban Bobdai Gyertyánffy Antal, később Gyertyánffy József volt a földesura, a 20. század elején pedig báró Csávossy Gyula örököseinek volt itt nagyobb birtoka és szép kastélya, melyet báró Csávossy Gyula 1897-ben építtetett. Ő emeltette a kastéllyal szemben álló hatalmas sírboltot, a Csávossy-mauzóleumot is, az esztergomi bazilika mintájára.
A községhez tartozik: Papdi Gyula-major.
A trianoni békeszerződés előtt Torontál vármegye Csenei járásához tartozott.
1910-ben 1182 lakosából 106 magyar, 248 német, 787 román volt. Ebből 337 római katolikus, 13 református, 824 görög keleti ortodox volt.

## Nevezetességek
- Görög keleti román temploma 1862-ben épült.
- Két katolikus temploma közül az egyik 1876-ban, a másik (a Csávossy-mauzóleum) 1908-ban épült.

## Források

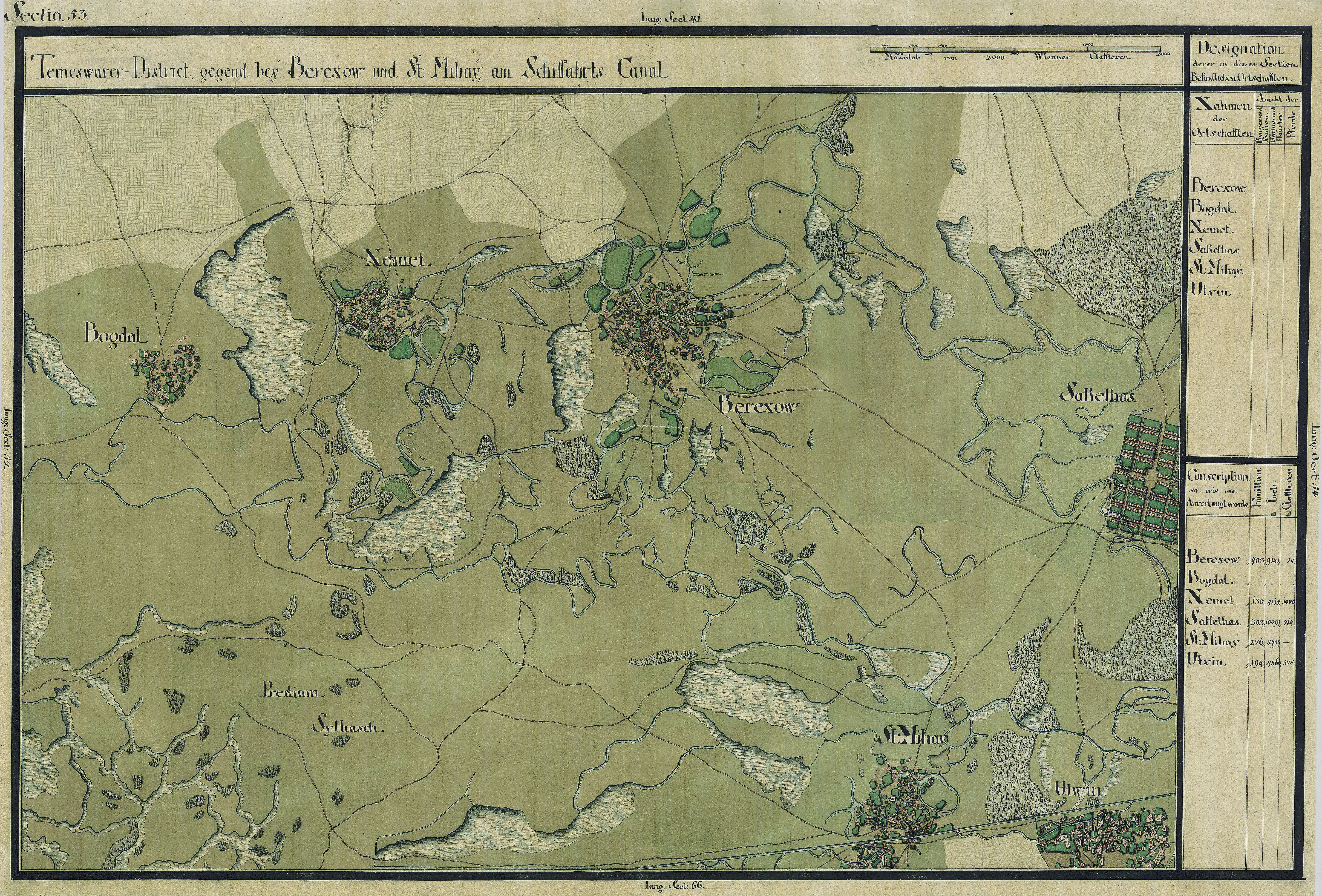
Papd egy régi térképen